# Rosedale River
Rosedale River är ett vattendrag i Kanada.   Det ligger i provinsen Ontario, i den sydöstra delen av landet, 260 km väster om huvudstaden Ottawa. Rosedale River ligger vid sjön Goose Lake.
Omgivningarna runt Rosedale River är en mosaik av jordbruksmark och naturlig växtlighet. Runt Rosedale River är det ganska glesbefolkat, med 47 invånare per kvadratkilometer.